# Contra. La revista de los francotiradores
La revista Contra. La revista de los francotiradores fue creada y dirigida por Raúl González Tuñón entre abril y septiembre de 1933. Trataba de reflejar las principales discusiones estéticas e ideológicas de los comienzos de la década de 1930 y la literatura social de la década de 1920, en especial en vistas a las tensiones provocadas por el dogmatismo del Partido Comunista, sobre todo en lo que se refería al papel del arte, el artista y la autonomía del arte en los procesos revolucionarios, y el rol de los intelectuales y artistas en la militancia de izquierda.